# Эстевес, Рейес
Рейес Эстевес Лопес (исп. Reyes Estévez; род. 2 августа 1976, Корнелья-де-Льобрегат, Испания) — испанский бегун на средние дистанции. Специализировался в беге на 1500 метров. Двукратный бронзовый призёр чемпионатов мира в 1997 и 1999 годах. Победитель чемпионата Европы 1998 года. Выступал на Олимпиаде в Атланте, но не смог выйти в финал. В 2002 году стал серебряным призёром чемпионата Европы. На Олимпийских играх 2004 года занял 7-е место с результатом 3.36,63. На чемпионате Европы в помещении 2005 года выиграл две бронзовые медали на дистанциях 1500 и 3000 метров. На Олимпийских играх в Пекине не смог пройти дальше предварительных забегов.
Личный рекорд на дистанции 1500 метров — 3.30,57.